# Staoueli
Staoueli là một đô thị thuộc tỉnh Alger, Algérie. Dân số thời điểm năm 2002 là 38.915 người.